# Cryptophaea
Cryptophaea is een geslacht van libellen (Odonata) uit de familie van de Euphaeidae (Oriëntjuffers).

## Soorten
Cryptophaea omvat 3 soorten:
- Cryptophaea saukra Hämäläinen, 2003
- Cryptophaea vietnamensis (van Tol & Rozendaal, 1995)
- Cryptophaea yunnanensis (Davies & Yang, 1996)